# Dismorfni poremećaj penisa
Dismorfni poremećaj penisa (akronim PDD od engl. reči penile dysmorphic disorder), poremećaj veličine penisa, ili opsesija veličinom penisa, su nazivi koji služi za označavanje muškarca kod kojih je dijagnostikovana penisna dismorofofobija, uslovljen smanjenom veličinom ili oblikom penisa, kao glavnom i isključivom, preokupacijom, praćenom značajnom sramotom ili hendikepom. To stanje je slično perceptivnoj distorziji anoreksičara koji misle da su debeli bez obzira na to koliko su vitki. 
Kako ne postoje posebne mere za identifikaciju muškaraca sa manifestnim PDD-om i muškarcima koji su zabrinuti zbog veličine penisa, ali ne pata od PDD, u praksi se za dijagnostikovanje, planiranje lečenja, smanjenje nerealnih očekivanja i utvrđivanje ishoda nakon bilo koje psihološke ili fizičke intervencije, sve više koristi Skala za ocenjivanje kozmetičkih procedura za PDD (COPS-P).

## Kategorizacija
Dismorfni poremećaj penisa se smatra potkategorijom telesnog dismorfnog poremećaja (BDD) izraženo fokusiranog na penis. On je puno više od same želje penis bude veći - dismorfija tela generalno, kod ovih muškaraca izaziva veliku zaokupljenos nedostacima, tj. veličinom - da im ona uzrokuje stvaran problem, a ponekad vodi i do izbegavanja normalnog ponašanja.

## Epidemiologija
Teško je reći koliko je učestao dismorfni poremećaj penisa, jer najčešće ljudi koji boluju od njega ne traže pomoć stručnjaka za mentalno zdravlje. Ako se uzme u obzir da je prema nedavnim istraživanjima u SAD-u 85,9% muškaraca izjavilolo da su manje ili više zadovoljni svojim genitalijama,može se indirektno pretpostaviti da među 14% nezadovoljnih muškaraca svojim genitalijama ima najveći broj onih sa dismorfnim poremećajem penisa.
Da pati od dismorfnog poremećaja penisa neka osoba može da posumnja ako se psihički stalno muči i uskraćuje sebi brojne životne radosti, izbegava izlaske i/ili zbog opterećenja oko veličine ima stalnu potrebu za merenjem penisa.

## Etiopatogeneza
Nenormalnosti penisa, prostata i testisi mogu dovesti do psiholoških i fizičkih smetnji. Penis može biti opovređen, upaljen ili inficiran―uključujući polno prenosive bolesti. Na penisu se mogu razviti i ćelije raka kože. Porođajne mane mogu uzrokovati poteškoće pri mokrenju i pri polnom odnosu. 
Međutim postoje i određena stanja izazvana opsesijom veličine penisa praćena pshičkim poremećajima ili dismorfofobičnom reakcijom poznatom pod nazivom dismorfni poremećaj penisa. Što se muškarac opsesivno brine za svoj penis, to je verovatnije da će razviti seksualnu disfunkciju. Kada oženjeni muškarac počne da pati od PDD, on toliko poistaje opsesivno zaokupljen svojim problemom da postaje svojoj supruzi stranac u krevetu. Takve preokupacije žene doživljavaju kao sebične - pa se na neki način za PDD može i reći da on i jeste sebičan reakcija.
Dismorfija je iskrivljena slika o određenom delu tela, a muškarci koji pate od penisne dismorfije češće i traže povećanje penisa, iako su dosadašnja istraživanja pokazala da većina takvih osoba ima penis prosečne veličine , koja je u studijama utvrdila da je prosečna veličina penisa u erekciji oko 13 cm. 

Odrastajući u doba interneta sa lako dostupnim porno filmovima, pojedini muškarci stvoraju kod sebe osećaj da svaki dečko osim njega ima čudonovato veliki penis. U porno industriji prosečna veličina penisa često je veća od 20 ili 23 cm kaže Theo Ford, glumac u filmovima za odrasle. 
| „ | Smešno, često i sam zaboravljam da ti filmovi nisu relevantni pokazatelji i gotovo sam iznenađen kad sretnem momka s prosečnom veličinom penisa. | ” |

Takvo razmišljanje, razumljivo, vremenom je sve više uticalo i na seksualni život, osobe zavisne od internet sadržaja.

## Klinička slika
Muškarci koji pate od penisne dismorfije mogu:
- danima meriti penis iznova i iznova,
- izbjgavati izlaske,
- primenjuju tehnike povećanja penisa kod kuće za koje vide reklamu na internetu,
- traže operaciju povećanja penisa.

Kao i kod uobičajene dismorfije tela, stanje može pogoditi bilo koga - one čija je veličina penisa iznad ili ispod proseka ili one sa prosečnom veličinom. 
| „ | Prema istraživanju objavljenom u British Journal of Urology većina muškaraca koji idu na operaciju povećanja penisa imaju penise normalne veličine. | ” |

## Terapija
Ako je muškarac enormno opsednut svojim penisom ili bilo kojim aspektom svoje seksualne funkcije, trebalo bi da se što pre obrati lekaru za pomoć pre nego što sebi nanese psihičku ili fizičku povredu.
Muškarci bi trebali razgovarati sa lekarem ili terapeutom pre nego što se podvrgnu bilo kojoj vrsti operacije, ili drugih tretmana. U načelu, sve dok je telo zdravo i funkcionirše, nema dobrog razloga za stres zbog dimenzija koje ne možete kontrosati, a stalno mjrenje penisa neće pomoći da se pacijent bolje oseća, jer kompulzivno samoopažanje i merenje može pogoršati anksioznost kod dismorfnig poremećaja penisa.

## Literatura
- Veale D, Miles S, Read J;  . (2014). „Phenomenology of men with body dysmorphic disorder concerning penis size compared to men anxious about their penis size and to controls: a cohort study”. Body Image.
- Wylie, K. R.; Eardley I. (2007). „Penile size and the 'small penis syndrome'”. BJU International. 99: 1449—55.
- Veale, D.; Boocock, A.; Gournay, K.;  . (1996). „Body dysmorphic disorder. A survey of fifty cases”. The British Journal of Psychiatry. 169: 196—201.
- Phillips KA, Menard W, Fay C, Weisberg R. (август 2005). „Demographic characteristics, phenomenology, comorbidity, and family history in 200 individuals with body dysmorphic disorder”. Psychosomatics. 1 (46): 317—25.
- Wessells, H.; Lue, T. F.; McAninch, J. W. (1996). „Penile length in the flaccid and erect states: Guidelines for penile augmentation”. Journal of Urology. 156: 995—7.
- Chrouser K, Bazant E, Jin L;  . (2013). „Penile measurements in tanzanian males: Guiding circumcision device design and supply forecasting”. Journal of Urology. 190: 544—50.
- Aslan Y, Atan A, Aydın O, Nalçacıoğlu V, Tuncel A, Kadıoğlu A (2011). „Penile length and somatometric parameters: A study in healthy young Turkish men”. Asian Journal of Andrology. 13: 339—41.
- Awwad Z, Abu-Hijleh M, Basri S, Shegam N, Murshidi M, Ajlouni K (2004). „Penile measurements in normal adult Jordanians and in patients with erectile dysfunction”. Int J Impot Res. 17: 191—5.
- Khan S, Somani B, Lam W, Donat R (2012). „Establishing a reference range for penile length in Caucasian British men: A prospective study of 609 men”. BJU International. 109: 740—4.

## Spoljašnje veze
|  | Molimo Vas, obratite pažnju na važno upozorenje u vezi sa temama iz oblasti medicine (zdravlja). |